# Comuna de Łobżenica
Łobżenica (polaco: Gmina Łobżenica) é uma gminy (comuna) na Polónia, na voivodia de Grande Polónia e no condado de Pilski. A sede do condado é a cidade de Łobżenica.
De acordo com os censos de 2004, a comuna tem 9927 habitantes, com uma densidade 52,1 hab/km².

## Área
Estende-se por uma área de 190,68 km², incluindo:
- área agricola: 70%
- área florestal: 19%

## Demografia
Dados de 30 de Junho 2004:
|                      | Total   | Total | Mulheres | Mulheres | Homens  | Homens |
| -------------------- | ------- | ----- | -------- | -------- | ------- | ------ |
|                      | pessoas | %     | pessoas  | %        | pessoas | %      |
| População            | 9927    | 100   | 4855     | 48,9     | 5072    | 51,1   |
| Densidade (pop./km²) | 52,1    | 100   | 25,5     | 25,5     | 26,6    | 26,6   |

De acordo com dados de 2002, o rendimento médio per capita ascendia a 1393,54 zł.

## Subdivisões
- Chlebno, Dębno, Dziegciarnia, Dźwierszno Małe, Dźwierszno Wielkie, Fanianowo, Ferdynandowo, Izdebki, Kościerzyn Mały, Kruszki, Kunowo, Liszkowo, Luchowo, Piesno, Rataje, Szczerbin, Topola, Trzeboń, Walentynowo, Wiktorówko, Witrogoszcz, Witrogoszcz-Kolonia.

## Comunas vizinhas
- Mrocza, Sadki, Więcbork, Wyrzysk, Wysoka, Złotów